# Westerborstel
Westerborstel er en by og kommune i det nordlige Tyskland, beliggende i Amt Kirchspielslandgemeinden Eider i den nordlige del af Kreis Dithmarschen. Kreis Dithmarschen ligger i den sydvestlige del af delstaten Slesvig-Holsten.

## Geografi
Westerborstel er beliggende umiddelbart vest for Tellingstedt, og de to kommuner går delvist ind over hinanden, idet en del af Tellingstedt, blandt andet landsbyen Rederstall, ligger vest for Westerborstel.